# Kathleen Madden
Pour les articles homonymes, voir Madden.
Kathleen Marie Madden est une mathématicienne américaine qui travaille sur les systèmes dynamiques. Elle a été doyenne de la School of Natural Sciences, Mathematics, and Engineering de l'Université d'État de Californie à Bakersfield. Elle est lauréate du prix Pólya et est co-auteure du livre Discovering Discrete Dynamical Systems.

## Formation et carrière
Madden fait ses études de premier cycle à l'Université du Colorado. Elle passe ensuite deux ans avec le Peace Corps à enseigner les mathématiques au Cameroun avant de retourner aux États-Unis pour des études supérieures. Elle termine son doctorat en 1994 au College Park de l'Université du Maryland ; sa thèse, intitulée On the Existence and Consequences of Exotic Cocycles, est supervisée par Nelson G. Markley. 
Avant de rejoindre l'Université d'État de Californie, Bakersfield en tant que doyenne associée en 2015, elle est membre du corps professoral du département de mathématiques du Lafayette College  puis de l'Université Drew (en), où elle a également été présidente du département et doyenne associée. À l'Université d'État de Californie à Bakersfield, elle est nommée doyenne par intérim en 2016 et doyenne permanente en 2017. Elle occupe ce poste jusqu'en 2021, date à laquelle elle prend sa retraite pour occuper un poste à temps partiel à la faculté. 

## Livres et reconnaissance
En 1998, Madden et Aimee Johnson reçoivent le prix Pólya de la MAA pour leur article commun sur le pavage apériodique, "Putting the Pieces Together: Understanding Robinson's Nonperiodic Tilings". En 2017, Madden, Johnson et leur co-auteure Ayşe Şahin publient le manuel Discovering Discrete Dynamical Systems via la Mathematical Association of America.